# Rhins of Galloway
Los Rhins of Galloway (conocidos localmente como The Rhins; en gaélico, Na Rannaibh) es una península, con forma de cabeza de martillo, localizada en la costa occidental de Escocia, en la boca del fiordo de Solway, en Dumfries and Galloway. Se extiende unos 45 km de norte a sur, con una anchura variable media entre 5-10 km: la parte del istmo es muy estrecha y apenas tiene 10 km. En el extremo meridional de la península está Mull of Galloway, el punto más al sur de Escocia continental.
Las principales localidades son Stranraer en la parte de Loch Ryan y el pequeño núcleo turístico de Portpatrick en la parte oeste de la costa, otras poblaciones tachonan de arriba abajo la península, incluyendo Kirkcolm, Leswalt, Lochans, Stoneykirk, Sandhead, Ardwell y Drummore.

## Geografía y clima
La península se encuentra limitando en su costa oeste por el canal del Norte de las islas británicas y por Loch Ryan y por Luce Bay en el este. Con unas 50 millas de línea de costa que se extiende desde Stranraer en el norte a Torrs Warren en el sur la tierra está influenciada fuertemente por los mares. El paisaje costero varía; con la costa occidental generalmente teniendo acantilados abruptamente escarpados y entradas ocasionales, que pone el contraste con la costa del este más tranquila, con sus playas arenosas y paisajes más suaves.
La situación en la costa del oeste de Escocia hace que reciba los vientos del oeste Atlántico, esta zona tiene una gran cantidad de precipitaciones (alrededor de 1000 mm anualmente); esto ha conducido a que la península fuera utilizada principalmente para granjas, con el terreno relativamente llano lo que ha favorecido las producciones de leche y de carne de vaca.
Debido a la cantidad de mar que rodea la zona, en la tierra del área se aprecia un efecto significativo de la corriente del Golfo, que le asegura que la tierra esté refrescada en el verano y calentada en el invierno, produciendo un efecto de atemperamiento sobre las temperaturas. Las heladas severas por lo tanto se reducen al mínimo y esto permite que en el área se puedan desarrollar palmas y una variada flora tropical que no podrían existir de otro modo en esta latitud tan al norte. Los ejemplos de estas plantas tropicales pueden ser observados en Logan.

## Lugares de interés

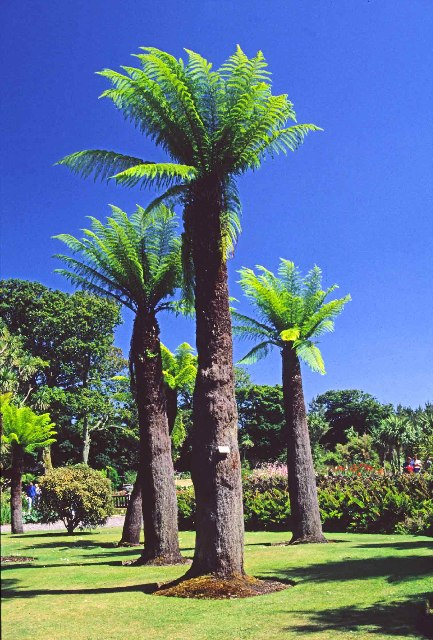
Helechos arborescentes en el Jardín Botánico Logan

- Corsewall Lighthouse, situado en el extremo norte de la península, actualmente es un hotel de cuatro estrellas
- Lochnaw Castle cerca de Leswalt es la sede ancestral del Clan Agnew
- West Freugh estación de la RAF cerca de Stoneykirk que fue utilizada (y aunque en menor grado, aún actualmente lo es) por la RAF como base para prácticas de tiro en Luce Bay
- Dunskey Castle cerca de Portpatrick, construido en el siglo XVI por los "Adairs of Kilhilt", y que en la actualidad son restos ruinosos.
- Port Logan localidad donde fue rodado el drama de la BBC Two Thousand Acres of Sky.
- Jardín Botánico Logan, uno de los cuatro jardines botánicos que conforman los Jardines Botánicos Nacionales de Escocia NBGE (National Botanic Gardens of Scotland).
- Ardwell House & Gardens cerca de Ardwell, la casa señorial y los jardines de la finca "Ardwell"
- Kirkmaiden Stones cerca de Drummore, lugar de asentamiento de las primeras actividades cristianas en la península, que se remontan al siglo V.
- The Mull of Galloway, faro y Reserva de Naturaleza RSPB.

## Galería de imágenes

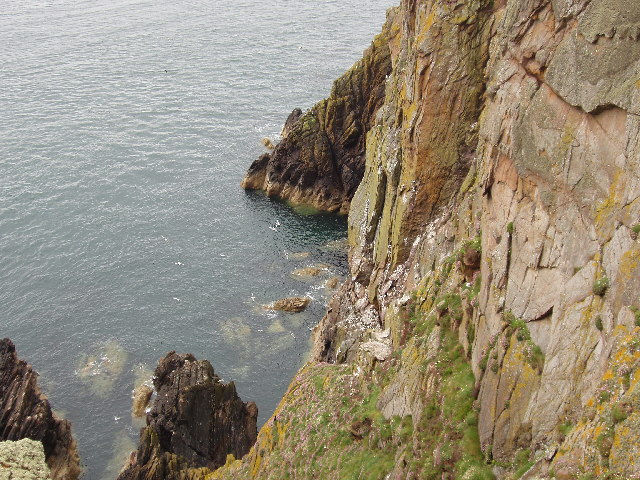
Acantilados en el Mull of Galloway
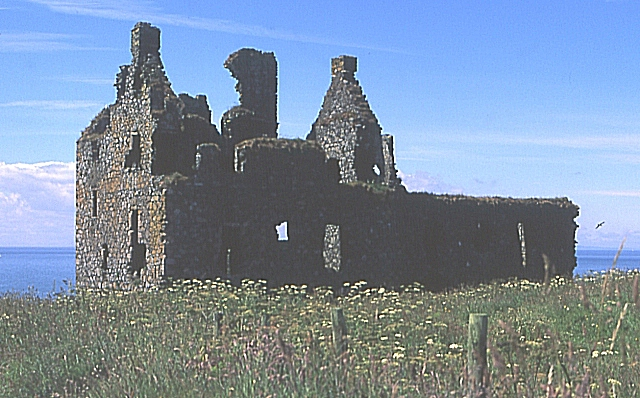
Las ruinas del Dunskey Castle cerca de Portpatrick.
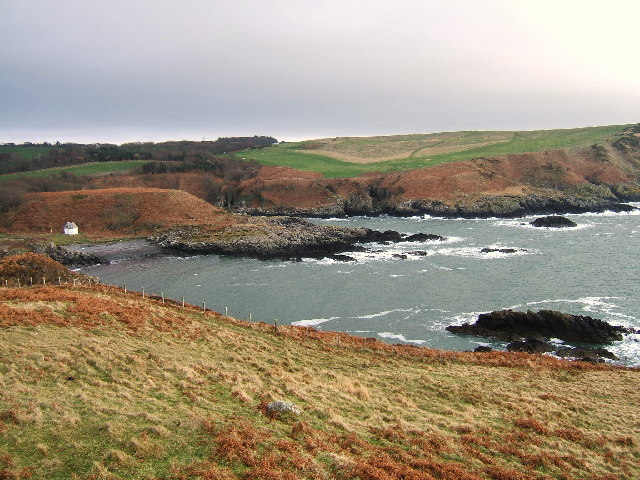
Port Kale y Port Mora Bays, cerca de Portpatrick.
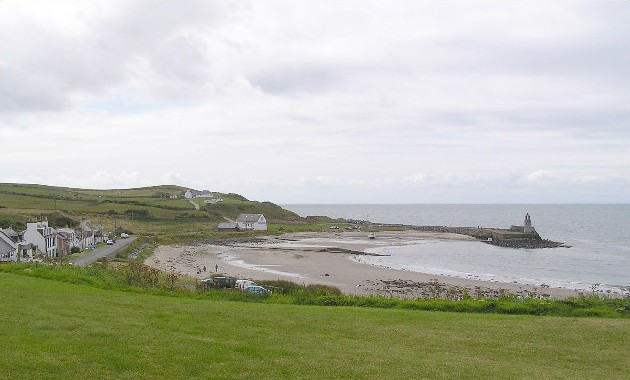
Port Logan.